# Lord Ickenham
Frederick Altamont Comwallis Twistleton, 5th Earl of Ickenham (Lord Ickenham), chiamato di solito Zio Fred (Uncle Fred), è un personaggio immaginario ricorrente che appare in un racconto e quattro romanzi, due dei quali appartenenti alla saga "Castello di Blandings", composti fra il 1935 e il 1961 dallo scrittore in lingua inglese P. G. Wodehouse.
Frederick Twistleton (o "Zio Fred" o "Lord Ickenham") è uno dei personaggi più riusciti di Wodehouse e più amati dallo stesso autore. Appare come un elegante signore di circa sessant'anni, dal comportamento di un adolescente discolo, il cui desiderio di «spargere dolcezza e luce» non è sempre gradito a tutti ed è temuto in particolare dal mite e mansueto nipote ventiduenne Pongo Twistleton; l'epiteto "zio" è relativo, per l'appunto, al nipote Pongo.

## Apparizioni
Lord Ickenham è apparso per la prima volta nel racconto Arriva lo zio Fred (Uncle Fred Flits By) — pubblicato dapprima su periodici nel 1935 e incluso successivamente nella raccolta Giovanotti con le ghette (Young Men in Spats) della serie "Drones Club". In seguito è stato il principale protagonista di quattro romanzi:
- Zio Fred in primavera (Uncle Fred in the Springtime) del 1939
- Lo zio dinamite (Uncle Dynamite) del 1948
- Mister I. ci sa fare ((Cocktail Time) ) del 1958
- I signori sono serviti (Service with a Smile) del 1962

## Biografia immaginaria

### Vita
Frederick Twistleton era un figlio cadetto e pertanto non destinato a ereditare il titolo nobiliare. Da bambino era soprannominato dai compagni di scuola "Barmy" (stupido). Trascorse un'infanzia serena a Valley Fields, la proprietà agricola dello zio Willoughby alla periferia di Londra, una parte della quale fu destinata a diventare, dopo lottizzazione, il sobborgo di Mitching Hill. Fu a Valley Fields che l'adolescente Fred colpì con una freccia il didietro del giardiniere, e vomitò dopo aver fumato il suo primo sigaro. In gioventù emigrò negli Stati Uniti dove rimase una ventina di anni, prima che una serie di decessi in famiglia gli facessero ottenere il titolo, e fu fra l'altro cowboy, barista, giornalista e cercatore d'oro nel deserto del Mojave. In America divenne amico di James Schoonmaker, il milionario americano che sposerà in seconde nozze Lady Constance (l'altezzosa sorella di Lord Emsworth e di Galahad Threepwood), e conobbe Myra Schoonmaker, la figlioletta di primo letto di James. In gioventù Fred Twistleton frequentò il Pelican Club, il club londinese per giovani gaudenti, dove divenne amico fra gli altri di Gally Threepwood, che sostituisce qualche volta a Blandings per aiutare Lord Emsworth, il proprietario di Blandings; Fred conobbe al Pelican anche l'allibratore Claude Pott detto "Mostarda", di cui divenne buon amico e padrino della figlia Polly Pott.
Lord Ickenham risiede abitualmente in una elegante residenza ("Ickenham Hall") nel villaggio di Ickenham nell'Hampshire con Lady Jane e una spugna di nome "Joyeuse" ("Gioiosa", come la spada di Carlo Magno). Lady Jane, la moglie americana di Lord Ickenham, non appare mai direttamente in nessuna delle storie di Wodehouse. È sorellastra dell'eminente avvocato Sir Raymond Bastable (personaggio di Mister I. ci sa fare) ed è una donna autoritaria e meticolosa: controlla attentamente il comportamento del marito e gestisce oculatamente le finanze della famiglia. In passato la moglie permetteva a Lord Ickenham di recarsi a Londra per assistere alla Regata Oxford-Cambridge; in seguito ridusse ulteriormente gli spazi di libertà del marito lasciandogli «appena quel po' di spiccioli che occorrono a un uomo per il tabacco, il decoro, le palle da golf e qualche altra cosetta». Lord Ickenham può evadere da Ickenham Hall quando la moglie si assenta dalla residenza familiare, per esempio per recarsi ad assistere la propria madre ammalata nel Sud della Francia o nelle Indie Occidentali

### Caratteristiche
Zio Fred appare, nelle opere di Wodehouse, sempre in compagnia del nipote Pongo Twistleton. Il rapporto fra i due non è quello prevedibile fra un anziano e un giovane: lo zio Fred, sessantenne, è infatti estroverso, esuberante, avventuroso, «incorrigible and chaotic»; il nipote Pongo, poco più che ventenne, è invece timido, ansioso, prudente e riluttante. Inizialmente Zio Fred era stato concepito da Wodehouse come "una specie di Psmith anziano" (Psmith è un personaggio presente nelle prime opere di Wodehouse: un giovanotto caratterizzato da sicurezza di sé e da un eloquio abbondante, forbito ed elegante). Nel primo racconto (Arriva lo zio Fred), ambientato nel sobborgo londinese fittizio di Mitching Hill, Zio Fred asseconda una coppia di giovani innamorati — il cui fidanzamento è contrastato dai genitori di lei a causa dell'inferiorità sociale del ragazzo — facendo ricorso ad audaci imitazioni, travestimenti, congetture sulla vita di persone che non ha mai incontrato prima di allora, intimidazioni, generose e sconsiderate elargizioni di denaro, giustificando infine le sue azioni con l'affermazione — che diventerà un tormentone nei romanzi successivi — «io cerco sempre di diffondere intorno a me luce e dolcezza». Il danaro regalato in questa occasione da Lord Ickenham alla coppia di fidanzati gli era stato affidato per una precisa incombenza da sua moglie Jane, per cui Lord Ickenham dovrà inventare qualche bugia per giustificare l'ammanco. Lord Ickenham, infatti, il cui comportamento è quello di un uomo intraprendente e audace agli occhi degli estranei e del nipote Pongo, ha un atteggiamento sottomesso e timoroso nei confronti della propria moglie.
Il giudizio favorevole dei lettori sul protagonista del racconto Arriva lo zio Fred, convinse Wodehouse a continuare a utilizzarlo: il nostro personaggio compare per la seconda volta in un romanzo del 1939 della serie Blandings nel quale l'epiteto "zio Fred" è richiamato addirittura nel titolo (Zio Fred in primavera). La trama di Zio Fred in primavera è molto complicata e la scrittura fu perciò laboriosa e meticolosa: in una lettera del 3 giugno 1939 Wodehouse scrisse all'editore Paul Reynolds di aver annotato almeno trecento pagine di appunti prima di capire il ruolo dello "Zio Fred" nell'economia del romanzo. In Zio Fred in primavera Fred Twistleton si presenta spontaneamente nel castello di Blandings sotto mentite spoglie (si spaccia per lo psichiatra Sir Roderick Glossop e presenta Pongo come il suo assistente) per difendere giovani coppie il cui fidanzamento è ostacolato da personaggi aristocratici — fra cui la Lady Constance e il detestabile Alaric duca di Dunstable. Lord Ickenham, che definisce se stesso come «uno dei conti più infiammabili su cui si sia mai posata una corona», grazie a travestimenti, bugie e ricatti, riesce alla fine a riunire le coppie di innamorati e a procedere a un'equa ripartizione delle altrui ricchezze. Un ruolo analogo Zio Fred lo svolge nell'ultimo romanzo in cui compare: I signori sono serviti del 1962. Il principale cattivo è nuovamente Alaric, Duca di Dunstable, il quale si è autoinvitato a Blandings per attentare all'amato maiale di Lord Emsworth (l'Imperatrice di Blandings) e per ostacolare l'amore di giovani fidanzati; e anche in questa occasione l'intricata vicenda viene risolta da un contro-complotto di Lord Ickenham il quale — giunto a Blandings dietro invito di Lord Emsworth — riuscirà infine a «spargere dolcezza e luce» tutt'intorno tranne che sul ripugnante Duca. Nel romanzo Il pellicano di Blandings — nel quale ancora una volta il malvagio Duca di Dunstable complotta contro coppie di innamorati e il patrimonio di Lord Emsworth — Lord Ickenham non sarà presente, ma il suo ruolo di sarà svolto da Galahad Threepwood il quale di Lord Ickenham assumerà i metodi (bugie, imposture, ricatti) e il motto («spargere luce e dolcezza con mano sicura»).
Ne Lo zio dinamite, un romanzo scritto in un periodo molto drammatico nell'esistenza di Wodehouse, Zio Fred si infiltra sotto falso nome con Pongo in un Castello e affronta un complicato groviglio di problemi la cui soluzione prevede una fantasmagorica sequenza di menzogne, ricatti, furti d'identità, arresti, aggressioni, epidemie, e così via, risolte con maestria da Wodehouse. In questo romanzo, Lord Ickenham incontra due vecchi amici di infanzia e compagni di scuola — Sir Aylmer Bostock detto "Mugsy" e il maggiore Brabazon-Plank detto "Bimbo" — espediente che ha permesso a Wodehouse di arricchire la biografia di Zio Fred.

## Adattamenti
Zio Fred è stato interpretato, in spettacoli televisivi, da:
- Arthur Treacher in Uncle Dynamite- film per la TV della serie televisiva statunitense Four Star Playhouse della NBC trasmesso il 29 gennaio 1950 (seconda stagione)[28], regia di Gordon Duff[29]

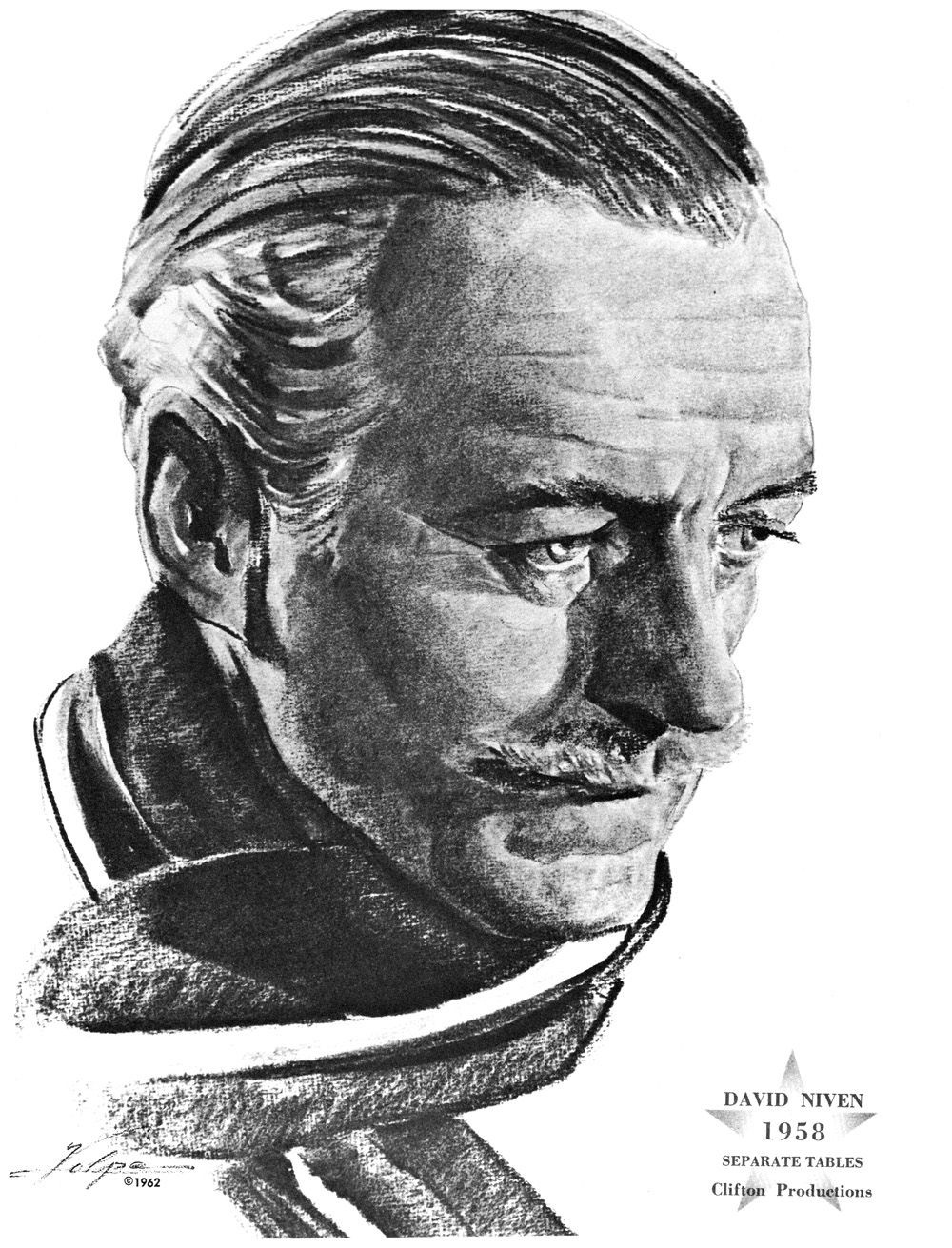
David Niven (1958)

- David Niven in Uncle Fred Flits By, della serie televisiva della americana Hollywood Opening Night, episodio trasmesso il 15 marzo 1953[30]; ancora David Niven in Uncle Fred Flits By, della serie televisiva della CBS Four Star Playhouse, episodio trasmesso il 5 maggio 1955[31]
- Wilfrid Hyde-White in Uncle Fred Flits By, della serie televisiva della BBC Comedy Playhouse, episodio trasmesso il 16 giugno 1967[32]
- Ballard Berkeley nel film TV Thank You, P. G. Wodehouse trasmesso dalla BBC nel 1981[33]

### Opere di G. P. Wodehouse
- Arriva lo Zio Fred, in Giovanotti con le ghette: romanzo umoristico inglese [Uncle Fred Flits By], traduzione di Zoe Lampronti, Milano, Bietti, 1936.
- Lo zio Fred in primavera: romanzo [Uncle Fred in the Springtime], traduzione di Alberto Tedeschi, illustrazioni di Boccasile, Verona, A. Mondadori, 1940.
- Zio Fred in primavera : romanzo, collana TeaDUE; 94, traduzione di Alberto Tedeschi, introduzione di Giampaolo Dossena, Milano, TEA, 1994.
- Lo zio dinamite [Uncle Dynamite], collana Collana Della Moderna Libreria Straniera, traduzione di Adriana Motti, 1ª ed., Milano, F. Elmo, 1949.
- Mister I. ci sa fare [Cocktail Time], collana Moderna libreria straniera, traduzione di Adriana Motti, Milano, F. Elmo, 1960.
- I signori sono serviti [Service with a smile], collana Moderna libreria straniera, traduzione di Adriana Motti, Milano, F. Elmo, 1970.
- Pulce ammaestrata [Performing Flea: A Self-Portrait in Letters by P.G.Wodehouse, With an Introduction and Additional Notes by W. Townend], traduzione di Sandra Campagna Ponzetto, Presentazione di Masolino d'Amico; Introduzione e note integrative di William Townend, Milano, Mursia, 1994  [1953], ISBN 88-425-1696-1.
- Luna piena, trad. S. Bertola, TEA, 1996, Luna piena, collana Collezione TEAdue ; 429, traduzione di Stefania Bertola, Milano, TEA, 1996, ISBN 88-7818-044-0.